# Gilbert Hernández
Gilbert Hernández (Oxnard, Califòrnia, 1957), conegut com a Beto Hernández, és un autor de còmics estatunidenc, conegut, com el seu germà Jaime, pels seus treballs en la revista Love & Rockets.

## Biografia
Es va criar en la localitat californiana d'Oxnard, en una família d'immigrants mexicans. Eren sis germans, tots els quals llegien i dibuixaven còmics. La seva mare havia estat també en la seva infància una àvida lectora de comic-books. Gilbert es va interessar especialment per l'obra d'autors com Jack Kirby o Steve Ditko a Marvel Comics, així com per tires de premsa del tipus Archie, Daniel el Trapella o Peanuts. Més endavant va conèixer la revista satírica Mad i l'obra d'autors underground com Robert Crumb o Gilbert Shelton.
També la música va influir decisivament en la formació de Beto Hernández. A la fi de la dècada dels 70 va arribar a Califòrnia el moviment punk i el "fes-t'ho tu mateix" (do it yourself). Seguint aquesta consigna, Gilbert i el seu germans Mario i Jaime Hernández es van autoeditar el 1981 un còmic, el número 1 de Love & Rockets, que contenia historietes dels tres germans Hernández. Gilbert signava un estrany pastitx de ciència-ficció, amb clares influències de Richard Corben, titulat "BEM", en el qual ja apareixia un dels seus personatges emblemàtics, Luba. Els germans van enviar un exemplar del seu còmic a Gary Groth, director de la influent revista de crítica d'historietes The Comics Journal, i aquest, impressionat per la seva qualitat, els va proposar editar els següents nombres de la seva publicació. A l'any següent, una nova edició del número 1 de Love & Rockets apareixia al mercat, publicat per l'editorial Fantagraphics Books.
A Love & Rockets, Beto va ser desenvolupant una sèrie d'historietes ambientades en un poble imaginari, Palomar, situat en algun lloc de Mèxic o de Centre amèrica (no es precisa mai la seva ubicació), que relaten les històries interrelacionades d'una gran quantitat de personatges. És una espècie de dilatat serial costumista amb temes com l'amor, la gelosia, l'amistat, el sexe, la violència, etc. La saga de Palomar ha estat comparada pels crítics, en tant que reflex de la realitat llatinoamericana, a Cent anys de solitud, de Gabriel García Márquez. La primera història d'aquest peculiar univers narratiu es va anomenar Heartbreak Soup; després van seguir molts altres lliuraments, totes elles publicades amb Love & Rockets.
La revista dels germans Hernández, no obstant això, va interrompre la seva publicació quan el 1996 els germans van decidir continuar les seves carreres per separat. Beto va realitzar a continuació, per a l'editorial Dark Horse, la miniserie Girl Crazy (3 números), i, per Fantagraphics, New Love (sèrie de 6 números). En 1998 va crear una sèrie de deu nombres sobre Luba, un dels personatges més importants de la saga de Palomar, on s'explica la vida del personatge anterior a la seva arribada al poble. En l'actualitat publica Luba's Comics and Stories, del que han aparegut fins al moment cinc nombres.

## Publicacions

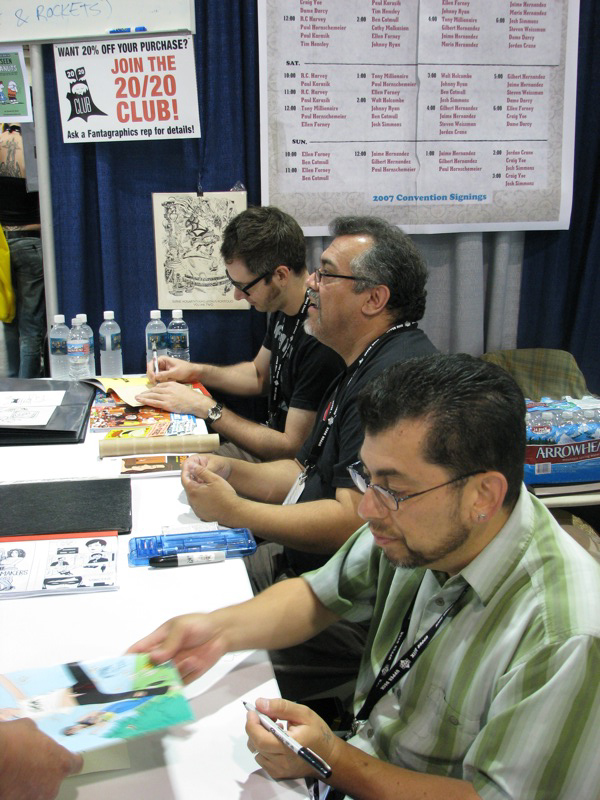
Gilbert Hernández (assegut al mig).

- Heartbreak Soup (Love and Rockets Library (Palomar & Luba Book 1)) (2007) Fantagraphics
- Human Diastrophism (Love and Rockets Library (Palomar & Luba Book 2)) (2007) Fantagraphics
- Beyond Palomar (Love and Rockets Library (Palomar & Luba Book 3)) (2007) Fantagraphics
- Sloth (2008) Vertigo Comics
- Speak of the Devil (2008) Dark Horse Comics
- The Troublemakers (2009) Fantagraphics
- High Soft Lisp (Love and Rockets Book 25) (2010) Fantagraphics
- Love From The Shadows (2011) Fantagraphics
- The Adventures of Venus (2012) Fantagraphics
- The Children of Palomar (2013) Fantagraphics
- Julio's Day (2013) Fantagraphics
- Marble Season (2013) Drawn and Quarterly
- Maria M. Book 1 (2013) Fantagraphics
- Luba and Her Family (Love and Rockets Library (Palomar & Luba Book 4)) (2014) Fantagraphics
- Fatima: The Blood Spinners (2014) Dark Horse Comics
- Grip: The Strange World of Men (2014) Dark Horse Comics
- Maria M. Book 2 (2014) Fantagraphics
- Bumperhead (2014) Drawn and Quarterly
- Loverboys (2014) Dark Horse Comics
- Yeah (1999) DC Comics

## Bibliografia

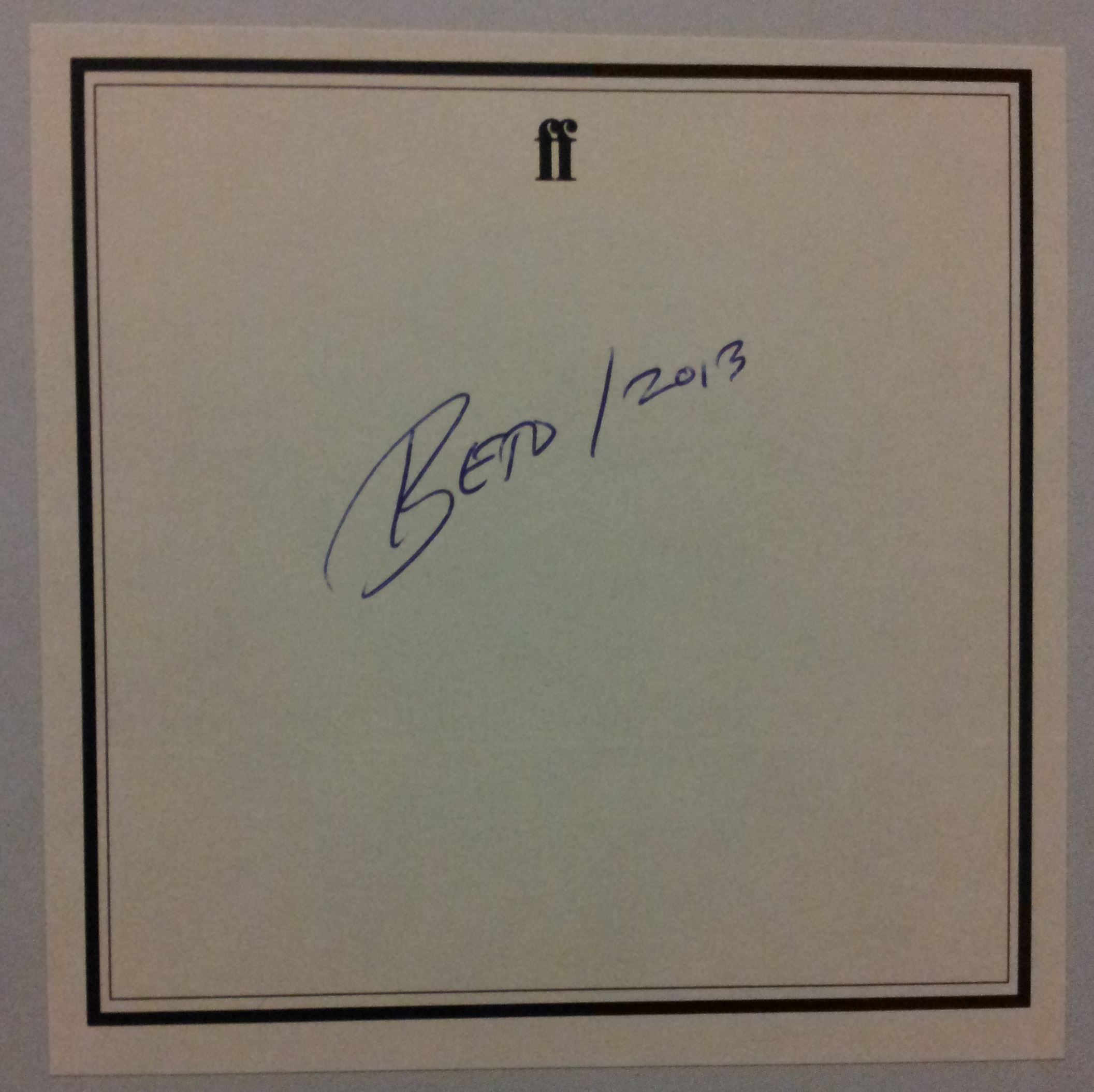
Signatura de Beto.